# Joaquim da Graça Correia e Lança
Joaquim da Graça Correia e Lança ComC • ComNSC (Ourique, Santa Luzia, 21 de fevereiro de 1856 — Porto, 25 de fevereiro de 1900) foi um militar do Exército Português e administrador colonial que, entre outras funções, exerceu os cargos de governador da Guiné Portuguesa (1888-1890), governador-geral interino de Moçambique (1894 e 1896) e governador de São Tomé e Príncipe (1897-1899).

## Biografia
Nascido numa antiga família oriunda do Baixo Alentejo - da antiga comarca de Ourique - ainda criança acompanhou os seus pais quando estes se mudaram de Santa Luzia para fixaram residência em Santiago do Cacém, localidade onde veio a exercer as funções de administrador do concelho (1886-1887), presidente da Câmara Municipal (1887) e provedor da Santa Casa da Misericórdia (1884-1886) e onde casou (1882) com Maria Margarida Hidalgo de Vilhena, de uma abastada família local (era irmã de José Benedito Hidalgo de Vilhena), de quem teve descendência.
Era militar, e assentou praça voluntariamente em Infantaria em 1875, foi promovido a alferes em 1879, a tenente em 1889, e a capitão em 1898, oficial do quadro de África ocidental, mas passou grande parte da sua vida em missões de administração nas colónias ultramarinas, do qual se iniciou em 1879, como ajudante de ordens do governador de São Tomé (de Dezembro de 1879 a Janeiro de 1892), então Vicente Pinheiro Lobo Machado de Melo e Almada, o 2.º visconde de Pindela, irmão do seu amigo Bernardo Pinheiro Correia de Melo, futuro conde de Arnoso e secretário particular do rei D. Carlos I. Foi ainda governador dos distritos de Lourenço Marques (1896) e do Congo (1896-1897) e secretário-geral das Províncias da Guiné Portuguesa, de Macau e Timor e de Moçambique.
Após alguns anos em Portugal, em que desempenhou os principais cargos na administração municipal em Santiago do Cacém, retomou a sua carreira ultramarina em 1887, como secretário-geral da Província da Guiné Portuguesa e, em 1888, como Governador, após a saída do Vice-Almirante Francisco Teixeira da Silva. O seu governo na Guiné Portuguesa ficou notável pelas medidas de pacificação de várias tribos indígenas e pelas obras de fomento promovidas. O seu nome foi dado a uma praça de Bolama, então capital provincial, bem como ao porto de Bissau, denominado "Ponte-cais Correia e Lança".
Após uma passagem de dois anos pelo Extremo-Oriente, como Secretário-Geral da então Província de Macau e Timor, Correia e Lança regressa a África, uma vez mais como Secretário-Geral do Governador Francisco Teixeira da Silva, agora na Província de Moçambique, administrada a partir da capital de então - ainda na Ilha de Moçambique. Em 1894, na sequência da morte, no pleno exercício de suas funções, do Vice-Almirante Francisco Teixeira da Silva, Correia e Lança assumiu o cargo de Governador-Geral interino de Moçambique.

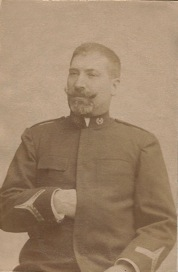
Correia e Lança em 1898

Foi durante o seu segundo governo de Moçambique em 1896, que Joaquim Augusto Mouzinho de Albuquerque derrotou a rebelião Vátua e capturou o régulo Gungunhana e a sua família, tendo feito a entrega pública dos prisioneiros ao conselheiro Correia e Lança em Lourenço Marques (actual Maputo), a 6 de janeiro de 1896.
Após uma passagem por Angola em 1897, como Governador do Distrito do Congo, foi nomeado Governador da Província de São Tomé e Príncipe, onde regressava passados quase 20 anos, tendo o seu governo sido marcado pelo forte surto económico do cacau, com as inerentes questões da contratação de trabalhadores indígenas e com a arbitragem entre os principais roceiros da colónia - entre os quais José Luís Constantino Dias, Marquês de Vale Flor e Henrique Monteiro de Mendonça, grandes obreiros no desenvolvimento de São Tomé.
À data da sua morte prematura, aos 44 anos de idade, estava indigitado para assumir o cargo de Governador-Geral de Angola.
Foi agraciado a 14 de dezembro de 1894 pelo rei D. Carlos I com o título de Conselheiro de Sua Majestade Fidelíssima e foi comendador da Ordem de Cristo (a 2 de março de 1893) e da Ordem de Nossa Senhora da Conceição de Vila Viçosa (a 4 de outubro de 1896), fidalgo da Casa Real, cavaleiro da Ordem de Isabel a Católica, de Espanha (a 7 de junho de 1881) e era condecorado com a Medalha de Prata de Comportamento Exemplar (a 6 de dezembro de 1894).
Publicou alguns trabalhos acerca de questões ultramarinas, em que manifestava vasto conhecimento e profundo estudo. Foi sócio da Sociedade de Geografia de Lisboa (1881) e accionista fundador do Jardim Zoológico de Lisboa (1883).

## Obras publicadas
- A Guiné Portuguesa - Relatório referente a 1889, Lisboa, 1890
- Questões Actuais: 1- A venda das colónias; 2 - A questão económica, Macau, 1892
- Anuário de Moçambique. Referente a 1994, Moçambique, 1895